# Drapeau de la Côte d'Ivoire
Le drapeau de la Côte d'Ivoire est un drapeau tricolore orange, blanc, vert. Également appelé « drapeau ou pavillon tricolore », il est l’emblème national de la république de Côte d'Ivoire. Son statut d'emblème national est affirmé dans l’article 29 de la Constitution ivoirienne. Ce drapeau de proportions « 2:3 » est composé de trois bandes verticales de largeur égale, l'orange étant toujours du côté du mât.

## Signification des couleurs
La première, de couleur orange, symbolise les savanes du nord du pays et la fertilité ; la deuxième bande, de couleur blanche, représente la paix ; quant à la troisième, de couleur verte, elle symbolise à la fois l'espoir et les forêts abondantes du sud du pays,.

## Réglementations et usages

### Dimensions et couleurs
Les trois bandes du drapeau tricolore ivoirien doivent avoir la même largeur et le mât est toujours placé du côté de la bande orange. Bien que toutes les lois définissent les couleurs du drapeau, elles n'en précisent pas la nuance. Ainsi, les couleurs orange et vert vif peuvent être remplacés par des tons légèrement plus sombres, selon le lieu et les circonstances. L'Album des pavillons nationaux et des marques distinctives, édition de 2000 du Service hydrographique et océanographique de la marine, indique que les couleurs officielles du drapeau ivoirien sont l'orange 151c et le vert 347c.
| Couleur | ● Orange    | ● Blanc       | ● Vert     |
| ------- | ----------- | ------------- | ---------- |
| HTML    | #FF8200     | #FFFFFF       | #009E44    |
| RVB     | 255, 130, 0 | 255, 255, 255 | 0, 154, 68 |
| Pantone | Orange 151c | Safe          | Green 347c |

### Protocole et étiquette

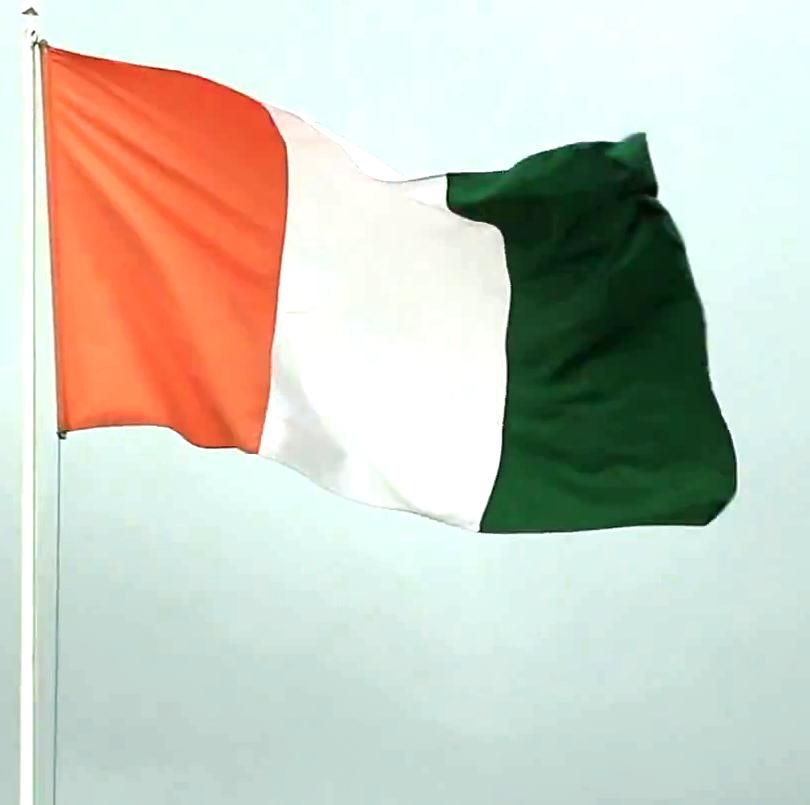
Le pavillon de la république de Côte d'Ivoire flottant dans le vent.

Il y a souvent confusion entre le drapeau et le pavillon. Le drapeau est fixé à demeure sur une hampe et le pavillon est « frappé » sur une drisse. Par ailleurs, la hampe se doit d’être ornée d'un fer de lance doré.
Ces règles sont communément admises au niveau international. Le drapeau tricolore flotte sur tous les bâtiments publics. Les honneurs lui sont rendus selon un cérémonial très précis. Lorsque le président de la République s'exprime publiquement, le drapeau ivoirien est placé derrière lui. En fonction des circonstances, on trouve aussi le drapeau de la CEDEAO ou le drapeau d'un autre pays.

#### Disposition
Le drapeau de la Côte d'Ivoire doit toujours être hissé bande orange à la hampe, ou affiché avec les bandes dans l'ordre correct (orange-blanc-vert). Le hisser ou l'afficher à l'envers est un signe de détresse (en mer par exemple) ou est considéré comme une marque d'irrespect. Le drapeau ne doit jamais toucher le sol, et doit être entretenu pour flotter correctement sans obstacle, ou pris dans des branches ou sa propre hampe. Lorsque plusieurs drapeaux sont hissés en même temps, ils doivent être montés à la même vitesse de sorte à partir et à s'arrêter en même temps. Si la montée ou descente du drapeau se fait avec l'hymne national, la manœuvre doit commencer à la première note et s'arrêter à la dernière. 
- Présence de deux drapeaux : sur des hampes croisées, le drapeau qui se trouve à la place d'honneur est situé à droite (à gauche de l'observateur). L'autre drapeau est à gauche (à droite de l'observateur).
- Trois drapeaux : la place d'honneur est au centre.
- Plus de trois drapeaux : ils sont disposés en file indienne sur des mâts distincts et d'égale hauteur. La place d'honneur est au bout de la file, à la gauche de l'observateur, puis les autres drapeaux se présentant dans l'ordre alphabétique de leur nom s'ils sont de même rang (voir infra l'ordre de préséance). Si les mâts sont disposés de telle façon que celui du centre est plus haut, le drapeau d'honneur y sera hissé. Il en va de même sur une façade, sur un toit, etc.

#### Ordre de préséance
Le drapeau national tricolore a la préséance sur tous les autres (Drapeau de la Côte d'Ivoire > Drapeau de la CEDEAO).
Les grands ensembles n'ont pas forcément préséance : les drapeaux de même rang ont droit aux mêmes marques d'honneur. Ils doivent être de dimensions identiques et être hissés à la même hauteur.
Les drapeaux actuels ont toujours préséance sur les drapeaux historiques, y compris dans un lieu historique précis.

## Drapeaux similaires

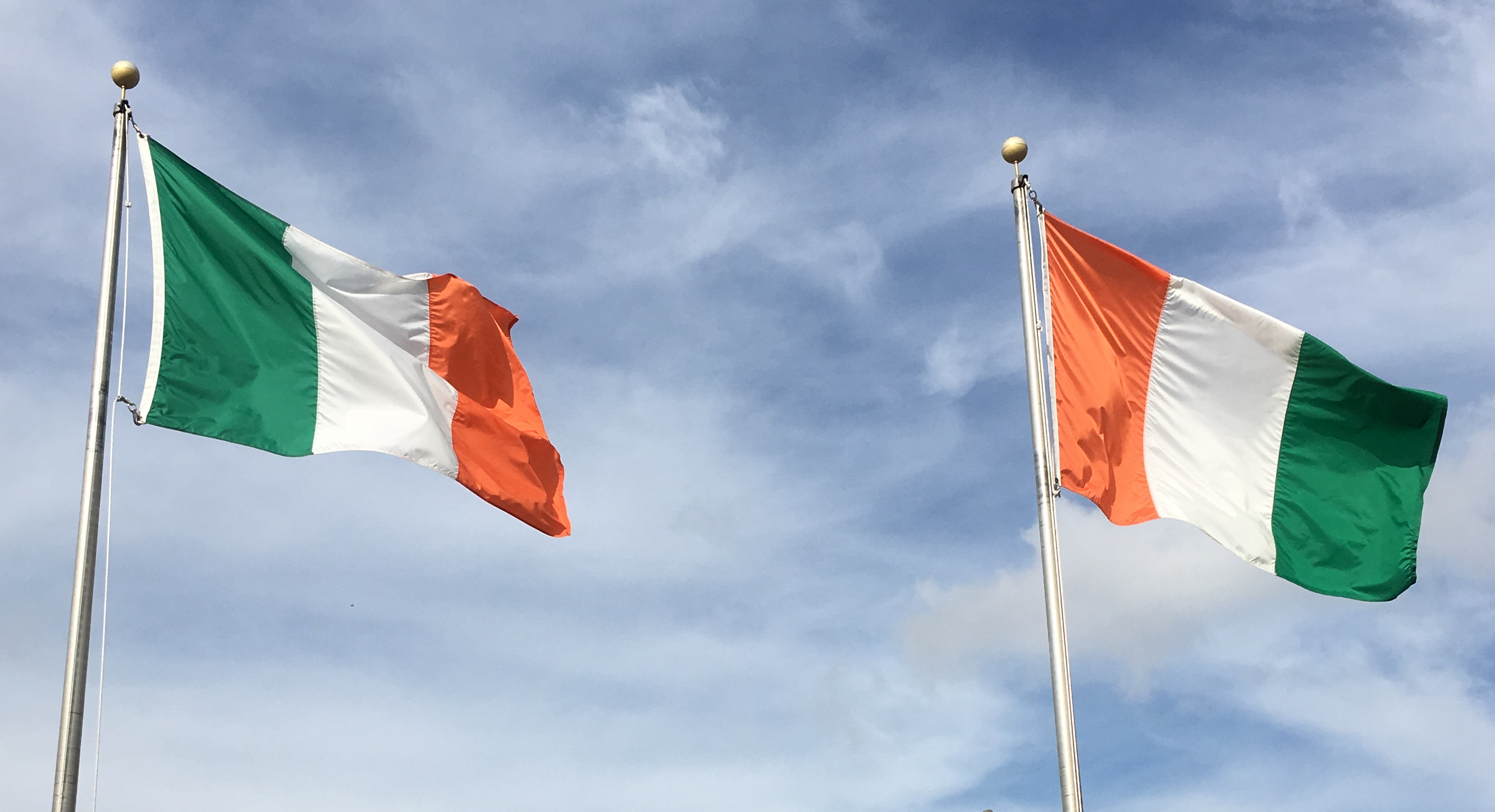
Drapeau irlandais et drapeau ivoirien côte à côte

Le drapeau ivoirien est parfois confondu avec le drapeau de l'Irlande.
Le drapeau du Niger présente les mêmes couleurs que le drapeau ivoirien, mais disposées selon des bandes horizontales.